# جزيرة وايجيو
جزيرة وايجيو هي إحدى الجزر الرئيسية الأربعة في جزر راجا أمبات في مقاطعة بابوا الغربية في إندونيسيا. مساحتها 3155 كم² وأعلى نقطة فيها تبلغ 1000 متراً فوق مستوى سطح البحر.